# 北伐 (中国国民党)
北伐（ほくばつ）は、国民革命軍が北京政府、北洋軍閥を打倒し、国民政府・中国国民党による中華民国の統一を目指した戦争。孫文による第一次北伐または第一回北伐 (1922年2月～6月)および第二次北伐または第二回北伐 (1924年9月～11月) と蔣介石による第三次北伐 (1926年7月～1928年6月)がある。とりわけ蔣介石による北洋軍閥打倒作戦を指すことが多い。

## 第一次北伐
孫文は、1921年5月5日、広東地方の軍閥陳炯明の勢力を基盤に広州中華民国政府非常大総統に就任した。10月8日、北伐請願案を国会で通過させ、12月7日、桂林に大本営を設置し、北伐出師を準備した。李烈鈞、許崇智らの指揮で三路から江西省に進軍し、6月13日に贛州を占領し、吉安に迫った。しかし、6月16日、広東の安定的支配を最優先とする陳炯明による武装クーデタ六・一六事変により頓挫した。

## 第二次北伐
1923年2月、広東を回復した孫文は広東軍政府を組織すると、急速にソビエト連邦との関係を深め、その助言を受けて中国共産党との合作（国共合作）、革命軍の中核を担う人材を養成する黄埔軍官学校の設立など、軍閥に依存しない自身の勢力の強化に努めた。孫文は、1924年9月5日、譚延闓を北伐軍総司令に任命し、9月8日、大本営を韶関に移し、9月18日、「北伐宣言」を発した。これに呼応して、10月23日、馮玉祥が北京政変を起こした。孫文は、馮玉祥、段祺瑞らによる北上の要請に応じ、国民会議の開催を条件に北京入りを決意した。平和的全国統治の機運が高まり北伐は立ち消えになった。この平和的全国統治の流れは、1925年3月12日の孫文の北京における客死で頓挫した。

## 第三次北伐
孫文亡き後の国民党は広州国民政府を組織し、国民革命軍を建軍する。この中で蔣介石は中山艦事件を契機に、急速に台頭してきた。1926年7月1日、蔣介石は、孫文の跡を継いで軍閥・北京政府撲滅を目指すとして「北伐宣言」を発表した。

### 南京事件
北伐軍は、全国統治を望む輿論を背景に北京政府や各地軍閥を圧倒、1927年に南京、上海を占領した。3月24日、南京に入城した蔣介石北伐軍の一部が反帝国主義を叫びながら外国領事館や居留地で暴行陵辱を行った (南京事件)。米英軍は艦砲射撃を開始し、陸戦隊を上陸させて居留民の保護を図った。幣原外交の日本は領事館を襲撃され、死者も出たが、自重し、イギリスと蔣介石の説得工作をおこなった。蔣介石は事態解決および過激派の粛清を行うと日本に伝えた。

### 上海クーデター
1927年4月12日、南京の国民革命軍総指令・蔣介石は、上海に戒厳令を布告し、南京国民政府を組織、共産主義者とみなされた人々が粛清された。この上海クーデターに関し、日本の幣原外相らによる蔣介石への反共工作に対して蔣介石は日本側の期待に応えたとする見方もある。その後、上海クーデターを巡る中国国民党の武漢派（武漢国民政府）と南京派（南京国民政府）の分立（寧漢分裂）、武漢国民政府の中国共産党との決別及び南京国民政府との合流、広州張黄事変の勃発と、中国国民党内が混乱状態に陥ったため、北伐は一時停滞をみせた。イギリスは南京事件はコミンテルンの指揮の下に発動されたとして関係先を捜索、5月26日、ソ連と断交した。

### 山東出兵
蔣介石の北伐軍が山東省に接近するにしたがい、日本は1927年 5月28日、山東省の日本権益と2万人の日本人居留民の保護のため、山東省へ軍を派遣する山東出兵を決定。日本と関東州の大連、天津から南下した日本軍は治安維持活動を開始。しかし、北伐軍は張作霖に敗北し山東省に入ることなく撤退したため、日本軍もすぐに撤退した。

### 田中義一・蔣介石密約
9月、田中義一首相と蔣介石が会談し北伐・対共産主義戦に対する支援と日本の満洲での権益を認める密約を結んだ。蔣介石は上海での記者会見で「われわれは、満洲における日本の政治的、経済的な利益を無視し得ない。また、日露戦争における日本国民の驚くべき精神の発揚を認識している。孫先生（孫文）もこれを認めていたし、満洲における日本の特殊的な地位に対し、考慮を払うことを保証していた」と語った。

### 北伐の再開

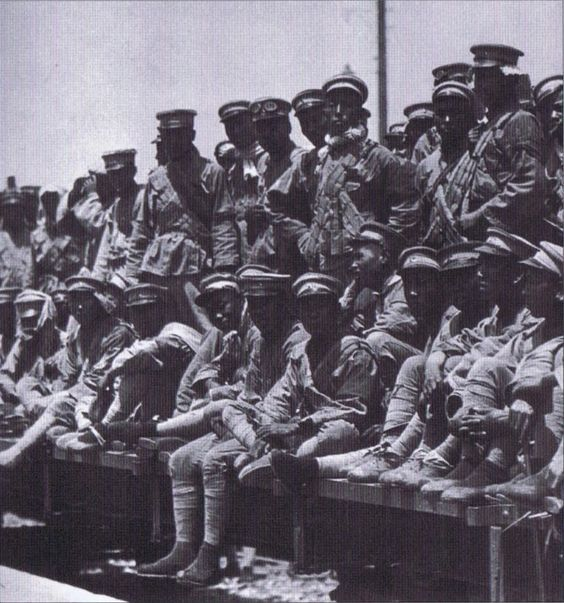
北伐を受け線路で退却する軍閥兵

蔣介石が事態の収拾に成功し権力を掌握すると、国民政府は、1928年4月8日に北伐を再開した。この北伐はソ連のヴァシーリー・ブリュヘルの下で計画された。日本 （首相田中義一）は、中国にある既得権益及び治安の維持のため、居留民の保護の名目で山東省に軍を派遣した（山東出兵。この時、済南に入った北伐軍との間で武力衝突が発生した（済南事件）。
その後、国民革命軍は日本との衝突を避けつつ閻錫山、馮玉祥らの軍閥を傘下に加え進撃した。6月4日、奉天派の首領である張作霖が北京を撤退した後、6月8日に北伐軍が北京を占領し（その後、張作霖は用済みとして関東軍により爆殺された（張作霖爆殺事件))。6月15日に南京国民政府は「（国民政府による）全国統一」の宣言を出した。そして、父のあとを継いだ張学良が12月29日に降伏したこと（易幟）をもって、北伐は完了し、建前上は国民政府による中国の統一が果たされた。

### 北伐後
「北伐」の完成は、地方の軍閥勢力を残存させたままでの極めて妥協的な「中国統一」であったため、1929年3～6月には蔣桂戦争が、1930年5～11月には中原大戦が勃発する等絶え間ない戦乱が続いた。また、中国大陸の共産化を目論むソ連、大陸における既得権益を守りたい英国や日本等の思惑、中国市場の主役の座を獲得したい米国の謀略が加わり、国内政治は常に安定しなかった。1929年7月、ソ連が満洲に侵攻し、中国側は撃破された (中ソ紛争)。蔣介石は、全国に徹底抗戦を通電した。10月にソ連軍侵攻に合わせて中国共産党が行動開始する。12月22日に中華民国は敗北しハバロフスク議定書が結ばれ、中東鉄道はソ連の支配下に置かれソ連の影響力が強まった。
中華民国政府がソ連と交戦に力を注いでいるうちに中国共産党は中国各地で盛んに活動を行った。中国兵による日本兵射殺事件も発生している。